# 赵喜林 (1968年)
赵喜林（1968年6月—），男，汉族，河南郑州人。大学学历，公共管理硕士学位，中共党员，现任河南省审计厅厅长。

## 简历
曾任审计署郑州特派办副处长、处长，审计署企业审计司副司长（2014年9月副厅级）。
2021年8月，任河南省审计厅党组书记。9月任厅长。